# Gao Pan
Gao Pan (22 de mayo de 1995) es una deportista china que compite en taekwondo.
Participó en los Juegos Asiáticos de 2018, obteniendo una medalla de bronce en la categoría de +67 kg. Ganó una medalla de oro en el Campeonato Asiático de Taekwondo de 2018.

## Palmarés internacional
| Juegos Asiáticos    | Juegos Asiáticos             | Juegos Asiáticos  | Juegos Asiáticos |
| Año                 | Lugar                        | Medalla           | Categoría        |
| ------------------- | ---------------------------- | ----------------- | ---------------- |
| 2018                | Yakarta (Indonesia)          | Medalla de bronce | +67 kg           |
| Campeonato Asiático |                              |                   |                  |
| Año                 | Lugar                        | Medalla           | Categoría        |
| 2018                | Ciudad Ho Chi Minh (Vietnam) | Medalla de oro    | +73 kg           |